# Sesamväxter

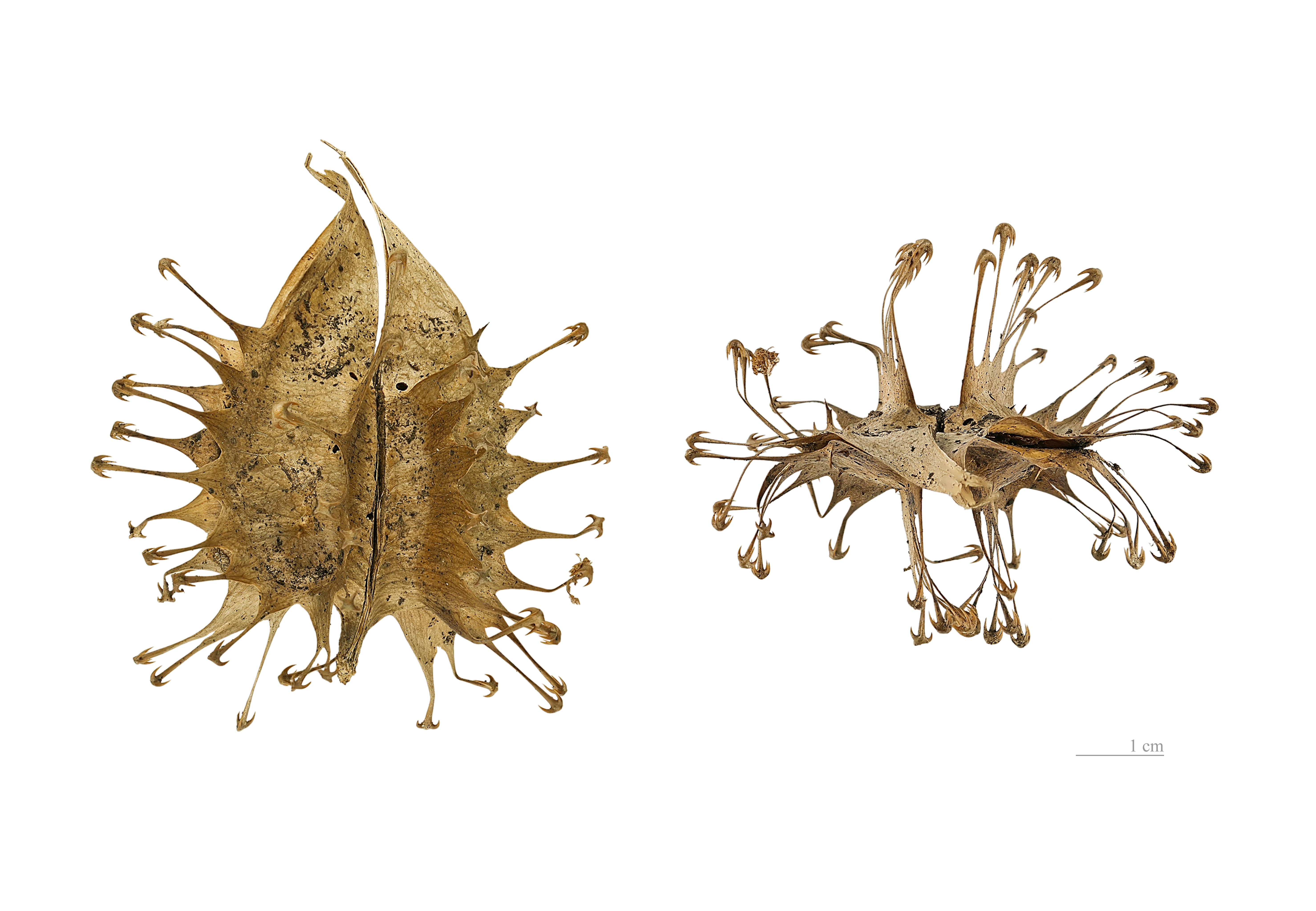
Uncarina ankaranensis

Sesamväxter (Pedaliaceae) är en familj med trikolpater som omfattar ungefär 70 arter i 13 släkten. De förekommer mestadels i tropiska delar av gamla världen.